# Werelddouaneorganisatie

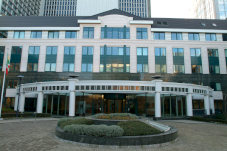
Hoofdkantoor in Brussel

De Werelddouaneorganisatie (WDO) of World Customs Organization (WCO) is een wereldwijde intergouvernementele organisatie dat zich bezighoudt met zaken omtrent douane. Het hoofdkwartier van de organisatie is in Brussel. Zo goed als alle landen ter wereld zijn lid van de organisatie.
De Werelddouaneorganisatie werd in 1952 opgericht als de "Douanesamenwerkingsraad" (Customs Co-operation Council, CCC) maar werd in 1994 hernoemd naar de huidige naam.